# Savigny, Haute-Marne
Savigny är en kommun i departementet Haute-Marne i regionen Grand Est (tidigare regionen Champagne-Ardenne) i nordöstra Frankrike. Kommunen ligger i kantonen Fayl-Billot som tillhör arrondissementet Langres. År 2022 hade Savigny 58 invånare.

## Befolkningsutveckling
Antalet invånare i kommunen Savigny
| Referens: INSEE |